# De Havilland Tiger Moth
«Тайгер Мот» (англ. Tiger Moth) — биплан 1930-х, разработанный фирмой de Havilland. Служил основным тренировочным самолётом Королевских ВВС Великобритании до 1952 года.
Этой машиной пользовалось много других стран в военных и гражданских целях. Некоторое количество самолетов, принадлежащих частным владельцам, различным аэроклубам и организациям, в настоящее время находится в эксплуатации (тренировочные, показательные, развлекательные полеты и т. д.).

## История
В 1927 году компания de Havilland построила два небольших одноместных моноплана, получивших обозначение D.H.71 "Tiger Moth". Эти самолеты должны были участвовать в авиационный гонке на Королевский кубок. Самолеты были спроектированы под летчика-испытателя Шуберта Брода. Однако во время соревнований оба самолёта потерпели неудачу, первый был снят с соревнований, а второй попал в турбулентные потоки и сошел с дистанции.
В дальнейшем этот самолет, пилотируемый Бродом установил несколько мировых рекордов. Однако самолёты D.H.71 постигла печальная участь: первый разбился во время подготовки к авиационной гонке, а второй был уничтожен в октябре 1940 года во время авиационного налета.
Успех гражданского самолета Tiger Moth стимулировал разработку военного варианта машины, известной как  D.H.60 Moth Tiger, основой которого послужил D.H.60T Moth Trainer, усиленный для функционирования с более высокой полётной массой. Было построено восемь предсерийных самолетов.
26 октября 1931 года совершил первый полет самолет с увеличенным поперечным V и стреловидность нижнего крыла. Этот самолет получил обозначение de Havilland D.H.82 "Tiger Moth". Первые поставки этих самолетов, в количестве 35 машин, были осуществлены в ноябре 1931 года. Они поступили в распоряжение ВВС Бразилии, Дании, Персии, Португалии и Швеции.
Затем de Havilland разработал улучшенную версию самолета с двигателем Gipsy Major I, мощностью 130 л.с., и обшивкой из клеенной фанеры вместо полотна в задней части фюзеляжа. Самолет обозначили как D.H.82A, и полученное от Королевских ВВС имя -  Tiger Moth-II, которые заказали 50 самолетов. На этом самолете имелся съемный колпак, которым можно было закрыть заднюю кабину для обучения "слепым" полетам по приборам.

## Производство
Перед началом Второй Мировой войны самолеты Tiger Moth производили по лицензии в Норвегии, Португалии и Швеции, а также в Канаде компанией de Havilland Aircraft, которая позже произвела 1520 самолетов D.H.82C (зимняя версия) с двигателем мощностью 145 л.с., с капотом со скользящим фонарем и подогревом кабины, колесными тормозами и хвостовым колесом вместо костыля. 200 канадских самолётов заказали ВВС армии США, получив обозначение РТ-24.
С началом войны на самолеты de Havilland "Tiger Moth" начали поступать крупные заказы, кроме того гражданские самолеты привлекались в Королевские ВВС в качестве связных и учебно-тренировочных. Было построено:
- 795 самолетов в Хэтфилде
- 3500 самолетов в компании Morris Motors Ltd в Коули
- 345 самолетов в Новой Зеландии
- 1085 самолетов в Австралии

К концу Второй Мировой войны было выпущено более 8000 самолетов de Havilland "Tiger Moth". С окончанием войны самолеты перевели для гражданского использования. Многие самолеты подвергались переделкам, как правило, в плане создания закрытых кабин, для повышения комфорта пилота и пассажира.
Самую серьезную переделку осуществила британская компания "Jakaroo Aircraft Ltd", расширив фюзеляж для посадки четырех пассажиров попарно, бок о бок. В период с 1957 по 1959 годы было изготовлено 19 самолетов с закрытой и открытой кабиной, получивших обозначение "Thruxton Jakaroo".

## Боевое применение и эксплуатация
С 17 сентября 1939 года, через две недели после начала войны было объявлено о создании связной эскадрильи Британского экспедиционного корпуса, направленной во Францию. Подразделения "Tiger Moth" обеспечивали связные обязанности в Северной Франции. Была попытка использования этих самолетов для боевых действий против наступавших германских войск. Были сконструированы держатели на 8 девятикилограммовых бомб, размещавшиеся в нижней части кабины. Изготовили и разослали в летные школы 1500 экземпляров держателей, но их не пришлось применять.
На Дальнем Востоке некоторое число самолетов переоборудовали в санитарные. За кабиной, в задней части фюзеляжа, было размещено отделение для носилок. Самолет мог взлетать и садиться на маленькие площадки, выполняя важные задания.
Но основная роль самолетов "Tiger Moth" - учебно-тренировочная и в этой своей роли он внес огромный вклад в победу над врагом. Этими самолетами было оснащено не менее 28 летных школ первоначального обучения в Британии, 25 - в Канаде ( плюс четыре школы радистов), 12 - в Австралии, 4 - в Родезии (плюс летная инструкторская школа), 7 - в Южной Африке и 2 - в Индии.
После войны самолеты данного типа стали доступны на гражданском рынке, как в Великобритании, так и в других странах мира. "Tiger Moth" эксплуатировались как тренировочные и спортивные самолеты, так и в сельскохозяйственной авиации.

## Тех.данные
Максимальная скорость: 109 миль в час на высоте 1 000 футов (175 км/ч — 300 m)
Дальность: 302 мили (486 км)
Практический потолок: 13 600 футов (4 145 м.)
Скороподъемность: 673 фута/минуты (205 м./мин.)

## Разновидности
- De Havilland DH.60 Moth — военная учебная версия.
- DH.82 Tiger Moth (Tiger Moth I) — двухместный самолёт с поршневым двигателем мощностью 120 л. с.(89 кВт).
- DH.82A Tiger Moth (Tiger Moth II) — двухместный самолёт с двигателем 130 л. с. (97 кВт).
- DH.82C Tiger Moth — оборудован лыжами и подогревом кабины для полётов в холодных, зимних условиях.
- PT-24 Moth
- DH.82B Queen Bee (буквально «Пчеломатка») — беспилотный радиоуправляемый самолёт-мишень использовавший крыло от «Tiger Moth» и недорогой деревянный фюзеляж от DH.60 Moth (с соответствующими изменениями конструкции, в части переноса стоек). На шасси БПЛА могли использоваться как поплавки, так и колеса. Всего было изготовлено 405 единиц самолётов-мишеней. По состоянию на 2008 год, единственный оставшийся лётный образец «Queen Bee» находился на авиабазе Хенлоу Королевских ВВС в Англии. Под влиянием «пчелиного» названия этого БПЛА, у английского слова drone — «трутень» появилось новое значение — «дрон»[4][5], которое впоследствии перешло в международную лексику, в том числе и в русский язык.
- Thruxton Jackaroo

|                                                |  |                                   |  |                                                         |
| Пилот Джонсон и её DH.60G Gipsy Moth, 1930 год |  | DH.82A Tiger Moth (Tiger Moth II) |  | De Havilland 82A Tiger Moth II в Музее польской авиации |